# تشارلز بارون كلارك
تشارلز بارون كلارك (1832-1906) (بالإنجليزية: Charles Baron Clarke)‏ هو عالم نبات بريطاني.